# آشي برودكشن
آشي برودكشن وكان يُسمى برودكشن ريد (بالإنجليزية: Production Reed)‏ هو ستوديو أنمي ياباني، يقع مقره في سوغينامي، طوكيو، اليابان. تم تأسيسه في 24 ديسمبر 1975. كان اسمه سابقًا «أشي برودكشن» إلى أن تم تغيير الاسم في 1 نوفمبر 2007 إلى «برودكشن ريد». في 12 فبراير 2019 أرجَعت الشركة إلى الاسم السابق «أشي برودكشن».

## أعمال
- في عالم أخر مع هاتفي الذكي
- مدرسة الكونغ فو
- إيروكا
- رحلة عنابة
- مغامرات نغم
- جانكي الصغير
- أسطورة زورو
- إف-زيرو
- ليريا

## روابط خارجية
- أشي برودكشن على موقع IMDb (الإنجليزية)
- أشي برودكشن على موقع ANN company (الإنجليزية)